# Immigration au Chili
L'immigration au Chili correspond au déplacement des différentes communautés étrangères dans le pays. La population chilienne a reçu immigrants, principalement d'Amérique latine, l'Europe et le Moyen-Orient au cours des XIXe et XXe siècles. Aujourd'hui, les immigrés sont principalement d'origine américaine (en particulier en provenance des pays voisins) et aussi la nouvelle vague d'immigration en provenance d'Asie. Ces groupes d'immigrants ont origines et motivations diverses. Le dernier rapport de l'Organisation internationale pour les migrations, a enregistré en 2008 à 415 000 étrangers légalisés dans le pays, ce qui représente 2,1 % de la population nationale.
La plupart des immigrants au Chili au cours des XIXe et XXe siècles sont venus de l'étranger. Les colons sont venus d'Espagne, Italie, France, Croatie, Autriche, Allemagne, Grande-Bretagne et d'Irlande. Les réfugiés de la guerre civile espagnole sont venus dans les années 1930. Au cours des dernières années, la plupart des immigrants viennent de pays voisins (principalement du Pérou).

## Histoire

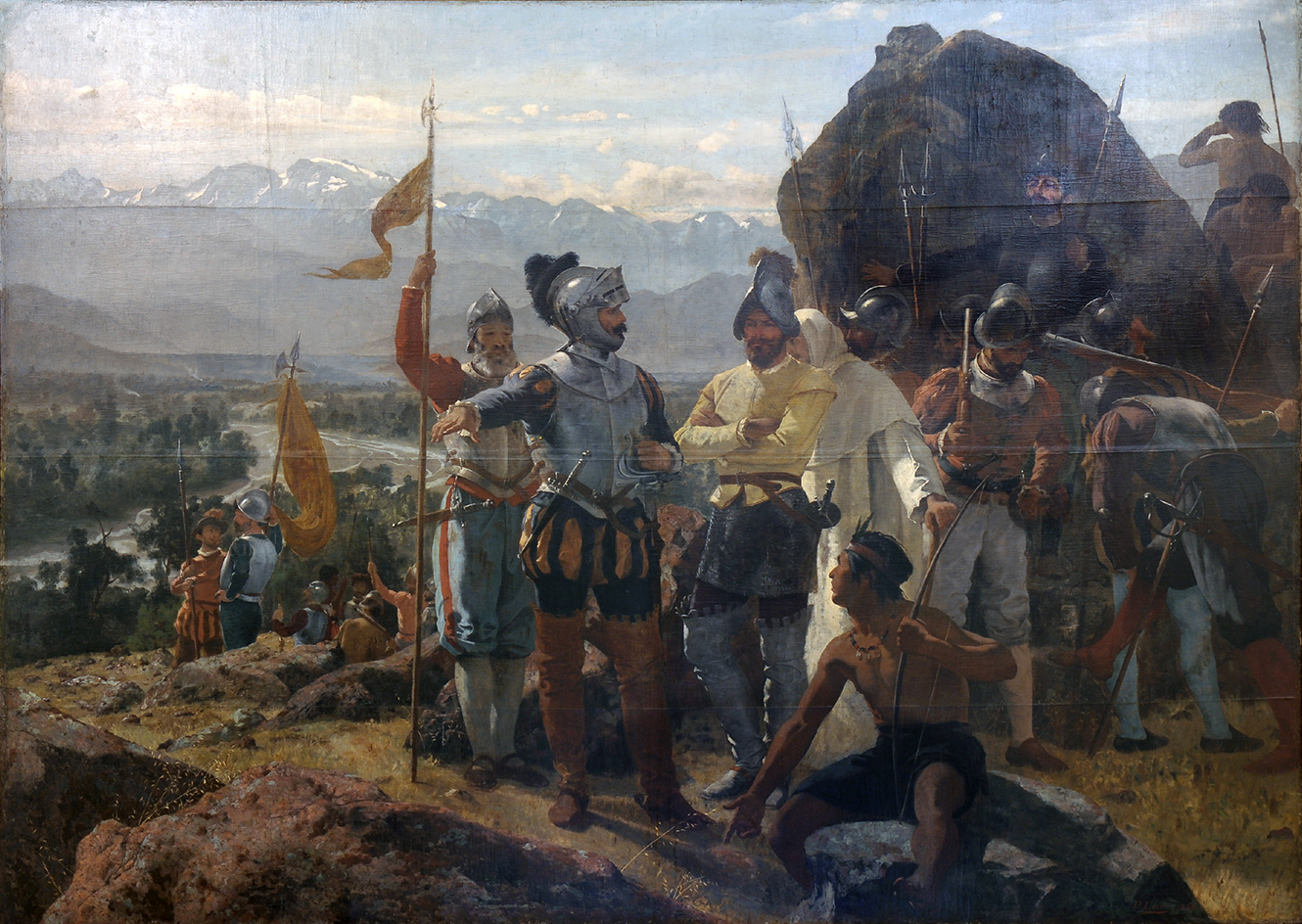
Le conquistador espagnol Pedro de Valdivia dans la fondation de la ville de Santiago. Il fut le premier gouverneur royal du royaume du Chili, et qui a également fondé plusieurs villes.

Au cours des XVIe et XVIIe siècles, des centaines d'immigrants arrivent, venant principalement d'Espagne (Estrémadure et Castille) à la capitainerie générale du Chili (également connue sous le nom de Nouvelle-Estrémadure). Dès le début, avec les conquistadors arrivent un petit nombre d'esclaves africains, qui ne constituent que 1,5 % de la population nationale au début du XIXe siècle. Par la suite, leurs descendants, appelés "bruns" par les Espagnols, d'une part ont été « absorbés » dans leur intégralité à travers le métissage et d'autre part, beaucoup d'entre eux ayant quitté le pays pour le Pérou avec l'Armée de libération, ils ont presque disparu en tant que groupe ethnique distinct. Au XVIIIe siècle, des Espagnols d'origine basque sont arrivés sur le territoire, et grâce à la contrebande de vêtements et de meubles, certaines familles britanniques et françaises ont commencé à s'installer. L'Indépendance a incité les soldats et commerçants européens qui soutenaient la lutte à s'établir sur le territoire, en particulier les personnes d'origine française, anglaise, irlandaise et italienne.
Au cours du XIXe siècle, il y eut une grande immigration coloniale en provenance d'Europe sponsorisée par le gouvernement local, en particulier des Allemands, des Britanniques, des Croates, des Français, des Néerlandais, des Italiens et Suisses. Aussi le commerce maritime dans les ports a entraîné la mise en place d'immigrants français, anglais et italiens.
En mai 1953, le gouvernement du président Carlos Ibáñez del Campo a créé le ministère de l'Immigration et a établi des règles en la matière,.

## Chiffres de l'immigration
| Année | Population totale | Population immigrante | Population immigrante | Population immigrante | Population immigrante  | Population immigrante |
| Année | Population totale | Total                 | %                     | Européens             | Américains (continent) | D'autres              |
| ----- | ----------------- | --------------------- | --------------------- | --------------------- | ---------------------- | --------------------- |
| 1865  | 1 819 223         | 21 982                | 1,21 %                | 53,7 %                | 41,4 %                 | 4,9 %                 |
| 1875  | 2 075 971         | 25 199                | 1,21 %                | 62,3 %                | 33,0 %                 | 4,7 %                 |
| 1885  | 2 057 005         | 87 077                | 4,23 %                | 30,1 %                | 67,2 %                 | 2,7 %                 |
| 1907  | 3 249 279         | 134 524               | 4,5 %                 | 53,3 %                | 42,7 %                 | 4,0 %                 |
| 1920  | 3 731 593         | 114 114               | 3,06 %                | 60,0 %                | 31,2 %                 | 8,9 %                 |
| 1930  | 4 287 445         | 105 463               | 2,46 %                | 60,0 %                | 24,6 %                 | 15,4 %                |
| 1940  | 5 023 539         | 107 273               | 2,14 %                | 67,2 %                | 21,7 %                 | 11,1 %                |
| 1952  | 5 932 995         | 103 878               | 1,75 %                | 55,9 %                | 23,4 %                 | 20,7 %                |
| 1960  | 7 374 115         | 104 853               | 1,42 %                | 60,9 %                | 26,1 %                 | 13,0 %                |
| 1970  | 8 884 768         | 90 441                | 1,02 %                | 53,3 %                | 34,4 %                 | 12,3 %                |
| 1982  | 11 275 440        | 84 345                | 0,75 %                | 31,8 %                | 54,5 %                 | 13,7 %                |
| 1992  | 13 348 401        | 114 597               | 0,86 %                | 20,1 %                | 65,1 %                 | 14,8 %                |
| 2002  | 15 116 435        | 184 464               | 1,22 %                | 17,2 %                | 71,8 %                 | 11,0 %                |

Tableaux de données
| Les 10 plus grandes communautés en 2012 |                   |                 |
| Pays d'origine                          | Immigrants (2012) | pourcentage (%) |
| Pérou                                   | 103 624           | 30,53 %         |
| Argentine                               | 57 019            | 16,79 %         |
| Colombie                                | 27 411            | 8,07 %          |
| Bolivie                                 | 25 151            | 7,41 %          |
| Équateur                                | 16 357            | 4,82 %          |
| Espagne                                 | 11 068            | 3,26 %          |
| États-Unis                              | 11 064            | 3,26 %          |
| Brésil                                  | 9 806             | 2,89 %          |
| Chine                                   | 7 384             | 1,10 %          |
| Allemagne                               | 7 278             | 1,00 %          |
| D'autres                                | 77 667            | 21,00 %         |
| TOTAL                                   | 441 000           |                 |